# Speurbeest
Het speurbeest (Engels: Questing Beast of Beast Glatisant) is een fabeldier. Het is een bijfiguur in de middeleeuwse Arthurlegenden die voor het eerst voorkomt in de twee 13e-eeuwse Oudfranse Arthur-ridderromans Perlesvaus en Post-vulgaat, en daaruit overgenomen werd door Thomas Malory in zijn Le Morte d'Arthur. Het speurbeest zou een symbool zijn van de gevolgen van incest: volgens een van de verhalen zou het 'speurbeest' zijn voortgekomen uit het seksuele verlangen van een zuster naar haar broer. Toen de broer de verlangde toenadering weigerde, sloot zij een pact met de duivel. De duivel dwong haar echter om haar broer van verkrachting te beschuldigen; daarna verkrachtte hij haar zelf. De woedende vader van de kinderen liet nu zijn zoon door honden verscheuren. Voor de broer stierf voorspelde hij dat de zuster een monster zou baren. Zo geschiedde: het 'Questing Beast' werd geboren. Symbolisch genoeg zag Arthur het Beest voor het eerst nadat hij met Morgause had geslapen, niet wetend dat zij zijn halfzuster was. Het resultaat daarvan was hun zoon Mordred, en het blaffende, onwaarschijnlijk samengestelde Speurbeest staat voor de onrust en het ongeluk die incest met zich mee kan brengen.
Ook speelt het 'Questing Beast' een rol in een moderne adaptatie van de Arthurlegende The Once and Future King van T.H. White), die het beschrijft als een beest met een slangenkop, het lijf van een luipaard, de achterkant van een leeuw en de poten van een hert of konijn. Uit zijn buik klinkt een geluid als van dertig keffende honden. Het was de familiequeeste van koning Pellinore om het beest te achtervolgen. De incestconnotatie ontbreekt bij White, maar het in zijn boek sympathieke en ontroerende Beest heeft eveneens een symbolische betekenis: het staat voor de ondoordachtheid en zinloosheid van veel van de ridderlijke queesten, die ook verder in de weinig hoofse maar meer menselijke moraal van The Once and Future King met een kritisch oog worden bezien.

## Speurbeest of blafbeest
De vertaling 'speurbeest' verwijst naar de vertaling van to quest als 'speuren'. Het woord kan echter ook 'blaffen' betekenen, en dat is precies waar de naam Glatisant naar verwijst, een woord dat verwant is aan het Franse 'glapir', bijvoeglijk naamwoord 'glapissant', dat 'keffen' of 'schetteren' betekent.

## Merlijn
Merlijn onthult dat Glatisant was geboren uit een menselijke vrouw, een prinses die haar eigen broer begeerde. Ze sliep met een duivel, die beloofd had om de jongen van haar te houden, maar de duivel manipuleerde haar en beschuldigde haar broer van verkrachting. Hun vader had hem als straf door honden laten verscheuren. Voordat hij stierf voorspelde hij dat zijn zus een gruwel zou baren, die dezelfde geluiden zouden maken als de honden die op het punt stonden om hem te doden. Het beest is een symbool van incest, geweld en chaos dat uiteindelijk Arthurs koninkrijk vernietigt.